# Iwanowice Dworskie
Iwanowice Dworskie – wieś w Polsce położona w województwie małopolskim, w powiecie krakowskim, w gminie Iwanowice przy drodze wojewódzkiej nr 773.
| SIMC    | Nazwa      | Rodzaj    |
| ------- | ---------- | --------- |
| 0320532 | Babia Góra | część wsi |
| 0320549 | Zamłynie   | część wsi |

W latach 1975–1998 miejscowość administracyjnie należała do województwa krakowskiego.
W miejscu o współrzędnych 50°13’15” N 19°59’01” E potok Minóżka wpada tutaj do Dłubni. 